# Peter Ijeh
Peter Ijeh, född 28 mars 1977 i Lagos i Nigeria, är en nigeriansk före detta fotbollsspelare. Han har även varit huvudtränare för Assyriska BK. Hans dotter, Evelyn, är också fotbollsspelare.

## Karriär
Ijeh värvades till Malmö FF inför säsongen 2001 från nigerianska Julius Berger.
Han hade ett rykte om sig att vara en stor målskytt, bland annat hade han vunnit en afrikansk guldskoutmärkelse 2000. 
2002 slog han igenom i Allsvenskan och vann skytteligan med sina 24 mål. Ijehs målstim ledde sånär till ett SM-guld, men MFF stupade på mållinjen och fick nöja sig med en silvermedalj. Under hösten 2002 förekom uppgifter om att Ijeh var intresserad av att spela i svenska landslaget. Det avslogs dock snabbt eftersom Ijeh skulle behöva ett par år till för att bli svensk medborgare, och kort därefter spelade han en landskamp för Nigeria, och därmed omöjliggjorde han framtida svenskt landslagsspel.
Under en träning i februari 2003 ådrog Ijeh sig en fraktur på mellanfotsbenet efter att ha halkat, och blev borta från fotbollsscenen ett par månader. I juni gjorde han comeback i ett inhopp mot Halmstads BK och han visade inga tecken på ringrost när han smällde in 1-1-målet som senare blev 2-1 genom Niklas Skoog. Under höstsäsongen hamnade Ijeh i en formsvacka. Det började ryktas om att Ijeh skulle värvas av IFK Göteborg eller danska Brøndby IF, och under den här perioden fick Ijeh mottaga ett flertal hot. Den 17 november 2003 presenterades Ijeh som IFK Göteborg-spelare efter att ha blivit värvad som Bosmanfall efter att ha vägrat skriva på ett nytt kontrakt med Malmö FF. 
Ijeh såldes till FC Köpenhamn efter en och en halv säsong i Göteborg. Han spelade i Viking FK från 2006 till 2010 där han under en kort period sommaren 2006 återförenades med gamle MFF-tränaren Tom Prahl. Inför säsongen 2010 skrev han kontrakt med Syrianska FC från Södertälje där han spelade tom 2011. Inför säsongen 2012 skrev han ett nytt kontrakt med GAIS i allsvenskan, säsongen blev dock inte alls lyckosam, laget kom sist och åkte ur och Peter Ijeh gjorde endast 4 mål. Han fick dessutom inte mycket speltid utan fick börja flertalet matcher på avbytarbänken.
2002 tilldelades han Sydsvenska Dagbladets pris Skånebragden. 2013. Ijeh fick sin Uefa Advanced-licens i Göteborgs universitet och Svenska Fotboll förbundet och han är en teknisk och taktisk coach.